# Maasín
Maasín es un barangay del municipio filipino de primera categoría de Quezón, situado en la provincia de Palawan, en MIMAROPA. Según el censo de 2020, tiene una población de 2501 habitantes.